# Ossana
Ossana (veraltet deutsch Wulsan oder Wulsein) ist eine italienische Gemeinde (comune) mit 832 Einwohnern (Stand 31. Dezember 2023) im Nordwesten der Provinz Trient, Region Trentino-Südtirol. Sie gehört zur Talgemeinschaft Comunità della Valle di Sole.

## Geographie
Ossana liegt etwa 40 km nordnordwestlich von Trient im oberen Val di Sole auf 970 m s.l.m. am Eingang zum Peio-Tal. Bei Ossana mündet der aus dem Val Vermiglio kommende Torrente Vermigliana in den Noce. Das Gemeindegebiet grenzt an das der Gemeinden Carisolo, Peio, Pellizzano, Pinzolo und Vermiglio.

## Verwaltungsgliederung
Zu Ossana gehören noch die zwei Fraktionen Cusiano und Fucine.